# 타르구베크
타르구베크(폴란드어: Targówek)는 폴란드 바르샤바 북쪽에 위치한 구다.